# Unsere Liebe Frau vom Trost (Frauenornau)

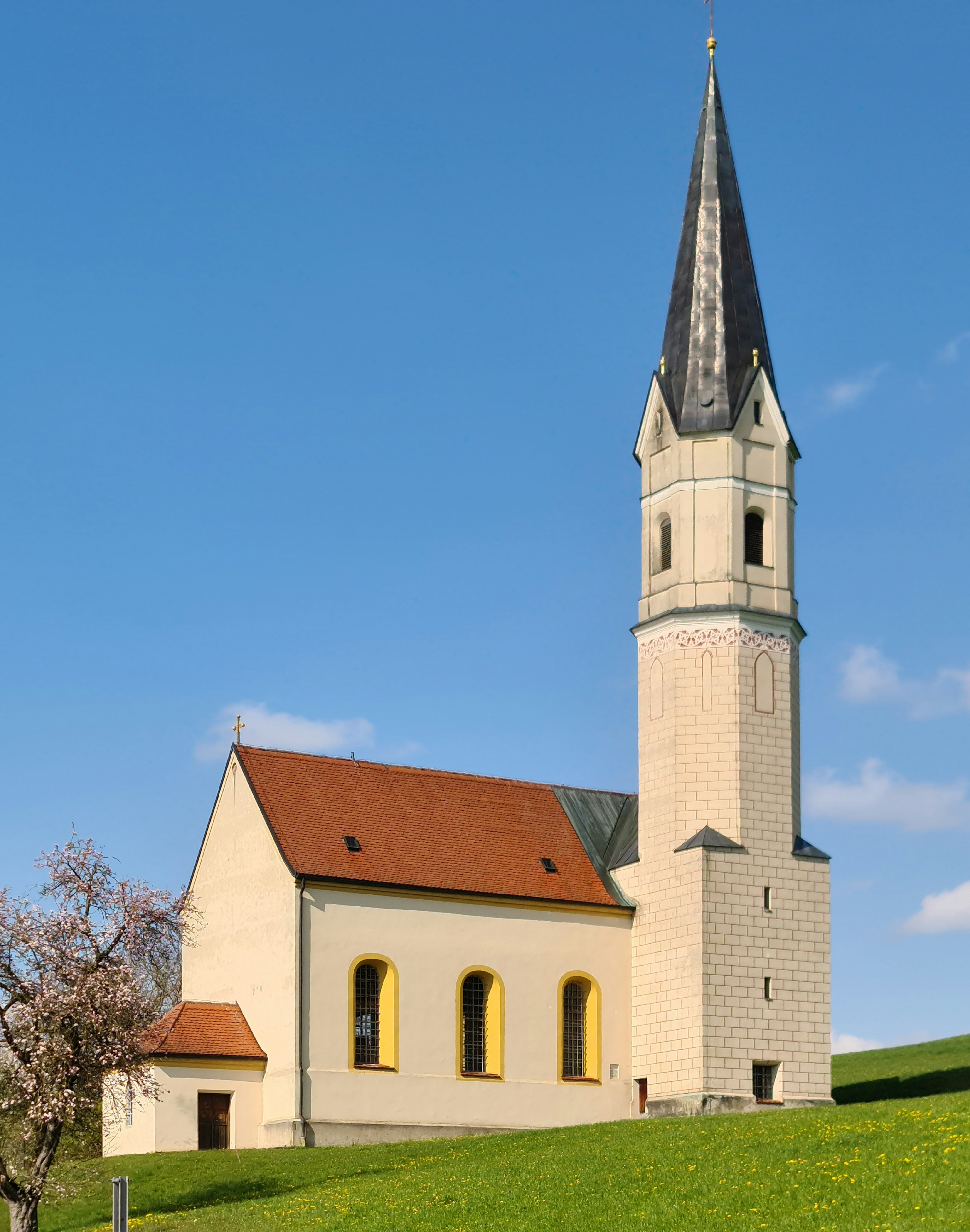
Unsere Liebe Frau vom Trost in Frauenornau

Die Filial- und Wallfahrtskirche Unsere Liebe Frau vom Trost bzw. Mariä Heimsuchung in Frauenornau – einem Gemeindeteil von Obertaufkirchen (Landkreis Mühldorf) im unteren Ornaubachtal – ist ein denkmalgeschützter Sakralbau der Spätgotik, der in der Rokokozeit barockisiert wurde. An der Stelle des heutigen Baus stand eine frühromanische Kirche des 8. Jahrhunderts.

## Geschichte

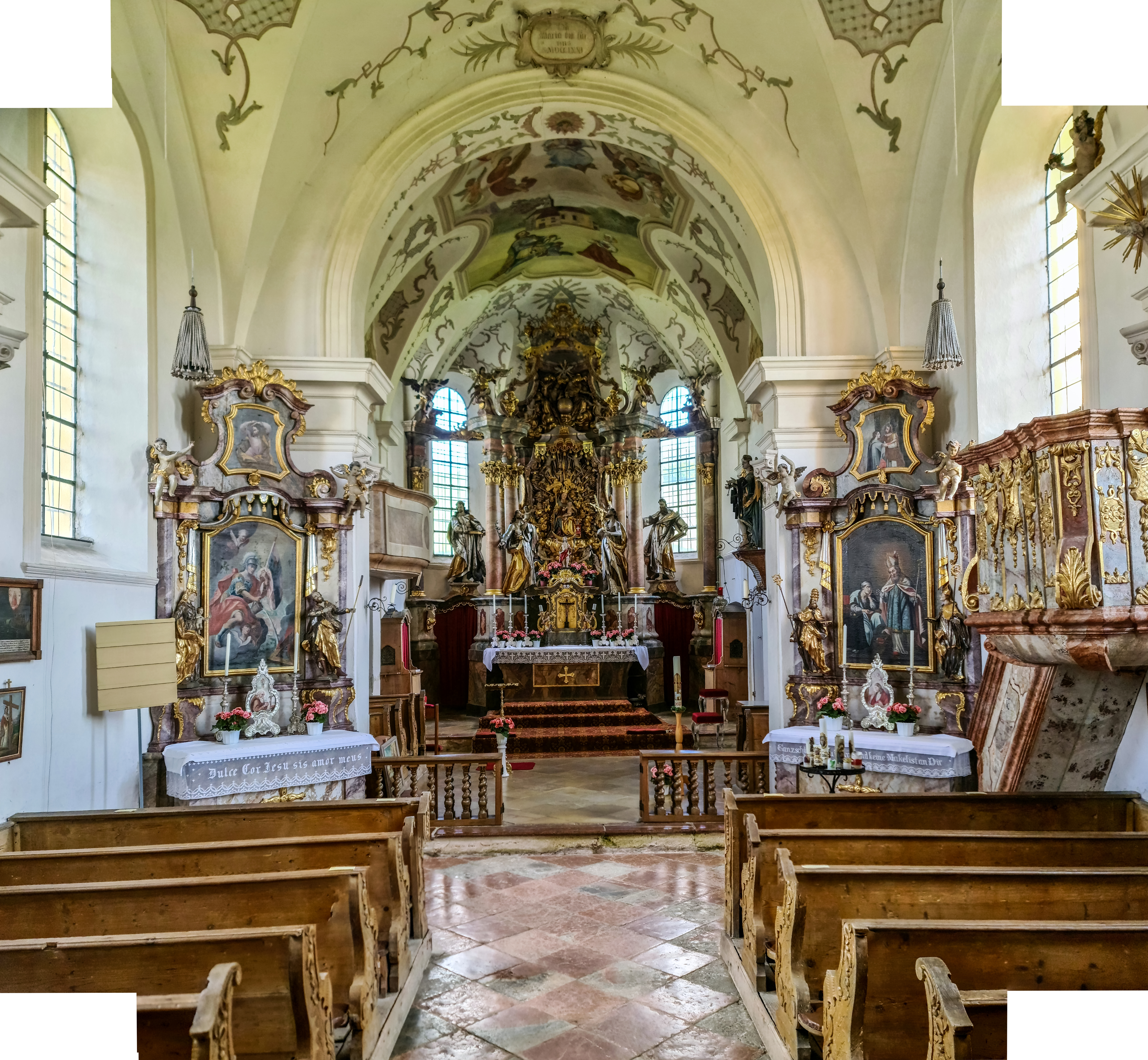
Innenansicht mit Blick zum Chor

Im letzten Viertel des 8. Jahrhunderts entstand unter dem Salzburger Erzbischof Arno ein erster frühromanischer Sakralbau in Frauenornau. Unter der Schirmherrschaft des Schwindegger Freiherrn Wilhelm von Fraunhofen wurde nach 1450 die heutige Kirche errichtet. Im Jahr 1473 müssen die Bauarbeiten abgeschlossen gewesen sein, da dem Obertaufkirchener Pfarrer und den Kirchpröpsten von Frauenornau ein Messbenefizium für die Kirche durch die Schlossherren gestiftet wurde. In der Stiftungsurkunde wird ausgesagt, dass dort schon täglich Messe gelesen werde und die Stiftung „zu nutz und Hailsamkhait unserer Seele und aller, di ir Hülff und Allmusen dahin geraicht“ erfolge. Offenkundig war schon eine lebhafte Wallfahrt nach Frauenornau im Gange und die Stiftung eines Messbenefiziums sollte den täglichen Gottesdienst absichern.
Von 1740 bis 1756 wurde der Kirchenbau im zeitgenössischen Stil des Frührokoko umgestaltet. Das ursprünglich flachgedeckte Langhaus erhielt ein Stichkappengewölbe, die Fenster erhielten ihre heutige Gestalt und an der Nordseite des Chors wurde eine zweigeschossige Sakristei angebaut. Als weitere Umgestaltungsmaßnahme bekam der gotische Kirchturm eine Zwiebelhaube. Abschließend erhielt die Wallfahrtskirche um 1770 ihre reiche, qualitätvolle Spätrokokoausstattung.
Im Jahr 1876 erhielt der Sakralbau den heutigen neugotischen Turmabschluss. Die Fresken wurden 1879 durch den Münchner Maler Leopold Weinmayer übermalt. Eine umfangreiche Außenrenovierung der Kirche fand 1974 statt.

## Beschreibung
Die oberhalb der Ortsmitte auf einem Abhang stehende Wallfahrtskirche besteht aus einem dreiachsigen Langhaus und einem eingezogenen zweiachsigen Chor mit Dreiachtelschluss, die unter einem gemeinsamen Dach zusammengefasst sind. An der Südseite des Chors steht der von weitem sichtbare Turm mit dem neugotischen Spitzhelm; dieser ist mit architektonischer Ziermalerei versehen. Ihm gegenüber ist an der Nordseite die spätbarocke zweigeschossige Sakristei angebaut. An der westlichen Giebelseite des Sakralbaus befindet sich das Vorzeichen aus der Umgestaltungsphase mit Portalen an der Nord- und Südseite.

Das Deckenfresko im Langhaus

Das Deckenfresko im Chor

Blick in den Chor

Das Langhaus und der Chor haben im Innern ein Stichkappengewölbe; im Chor befindet sich auf der Nordseite ein Oratorium. Das westliche Langhausjoch nimmt eine Doppelempore ein, bei der die untere lediglich eine Stehhöhe aufweist. Die Emporenbrüstung ist mit vergoldeten Zierschnitzereien versehen.
Das Kirchengewölbe zieren zwei große und mehrere kleine Fresken. Das Hauptfresko im Langhaus zeigt Das Verlöbnis des Grafen Fugger zur Muttergottes von Frauenornau in Leimfarbenmalerei von Leopold Weinmayer (1879), wahrscheinlich in Anlehnung an das ursprüngliche Deckenfresko (1754/55), das Franz Anton Fux (um 1692–1766) zugeschrieben wird. Bei der Restaurierung von 1954 wurde ein Teil des originalen Freskos freigelegt: Hinter Weinmayers nazarenischer Muttergottes ist seither eine Darstellung des Frauenornauer Gnadenbilds zu sehen (Kurioserweise erscheint die Madonna also zweimal im Bild). Das Hauptfresko im Chor zeigt das Das Gelübde des Ritters Sebastian von Haunsperg, der 1571 in der Schlacht von Lepanto in türkische Gefangenschaft geraten war. Das Chor-Deckengemälde (Leimfarbenmalerei) stammt von Leopold Weinmayer (1879), wahrscheinlich in Anlehnung an das ursprüngliche Deckenfresko (1771), das Augustin Schmid (um 1738–1772) zugeschrieben wird. Der Ritter soll in der Schlacht von Lepanto gefangen genommen worden sein. Doch war dies eine Seeschlacht, bei der der Ritter nicht hätte zu Pferd in die (relative) Sicherheit des Feldlagers mit den Zelten hätte entkommen können, wie es im Deckenbild dargestellt ist. Den umfangreichen umrahmenden Rocaillestuck schuf ein unbekannter Künstler.
Im Zentrum des Chorschlusses steht der prachtvolle Rokokoaltar (1770), den der Kraiburger Bildhauer Johann Philipp Wagner zusammen mit dem Fassmaler Lorenz Schmid aus Schwindegg fertigte. Im mit reichem, puttengeschmücktem Schnitzwerk versehenen Mittelschrein thront die spätgotische Madonna mit Kind. Assistiert wird sie von Johannes Evangelist und Johannes dem Täufer innen und wohl zwei weiteren Evangelisten außen. Oberhalb des Thron-Baldachins ist die Heilige Dreifaltigkeit angebracht.

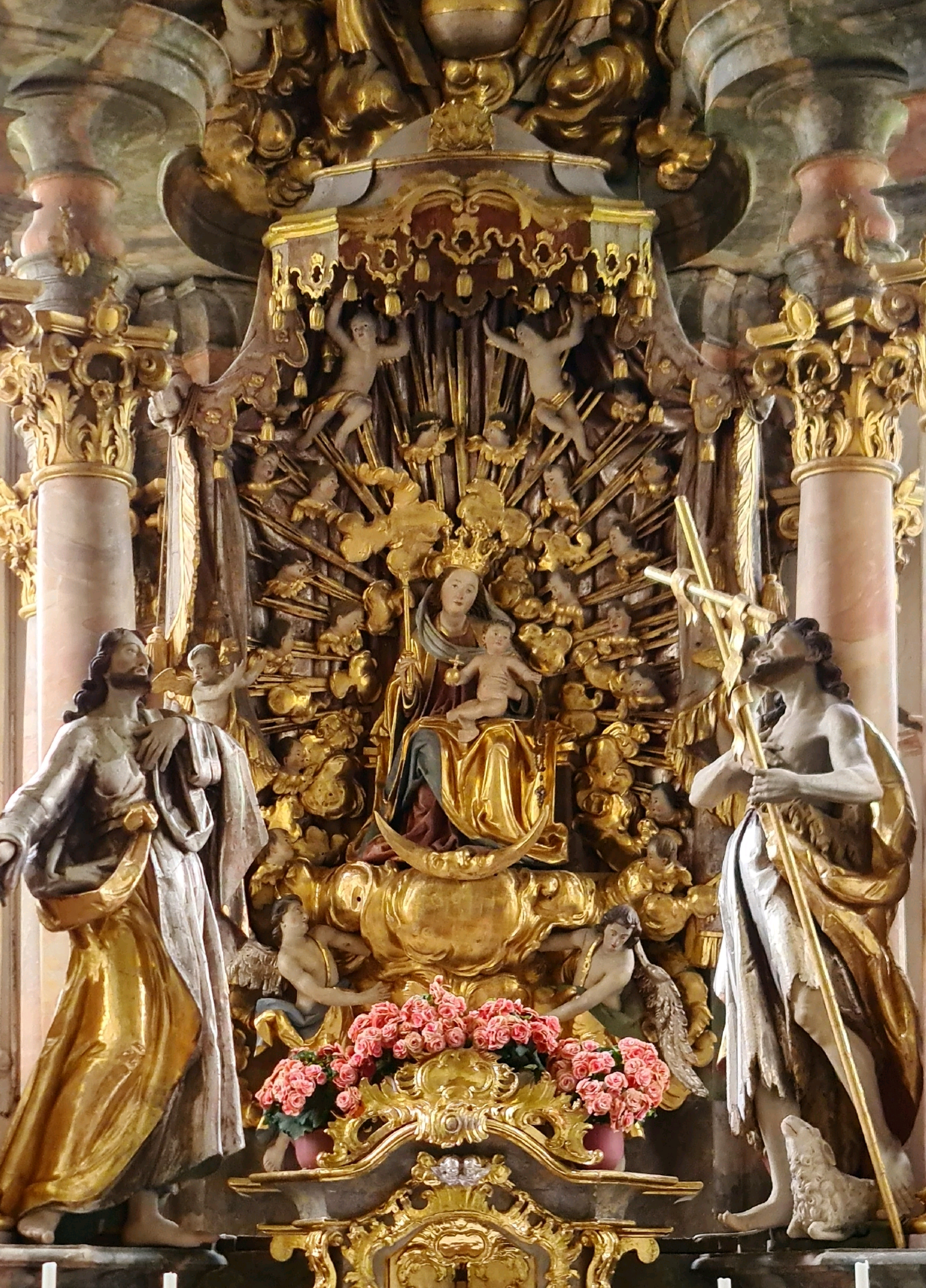
Das Marien-Gnadenbild im Hochaltar

Unterhalb des zu einem Balkon ausgebildeten Oratoriums sind die noch 16 vorhandenen Votivtafeln an der Wand angebracht. Gegenüber steht auf einer Wandkonsole eine Engelsstatue, die auf beiden Armen die originalen Fesselketten hält, die der Ritter Haunsperg während seiner türkischen Gefangenschaft tragen musste.
Die am Chorbogen angebrachten Seitenaltäre sind nicht minder qualitätvoll. Der dem Heiligen Florian gewidmete linke Seitenaltar besitzt als Assistenzfiguren die Heilige Elisabeth mit dem Johanneskind und den Heiligen Joachim. Auf dem Auszugsbild ist der Heilige Pantaleon dargestellt. Der dem Heiligen Liborius gewidmete rechte Seitenaltar besitzt als Assistenzfiguren einen Heiligen Papst (Silvester I. ?) und den Heiligen Wolfgang. Auf dem Auszugsbild ist die Heimsuchung Mariä dargestellt.
Die Kanzel an der südlichen Langhauswand besteht nur noch aus dem Korb, der mit vergoldeten Schnitzereien reich verziert ist. An den Wänden des mittleren Langhausjochs hängen schön gemalte Kreuzwegstationen; wahrscheinlich handelt es sich dabei um die von Leopold Weinmayer gelieferten Stationen. Das Kirchengestühl im Langhaus und die Beichtstühle im Chor sind aus der Rokoko-Umgestaltung original erhalten geblieben.

Linker Seitenaltar
Innenansicht mit Blick zur Empore
Rechter Seitenaltar

## Orgel
Die Orgel wurde um 1875 von Max Maerz gebaut. Das Instrument zeigt einen neobarocken Prospekt und umfasst acht Register, verteilt auf ein Manual und Pedal. Das Pedal des rein mechanischen Schleifladenintruments ist fest an das Manual angekoppelt. Die Disposition lautet wie folgt:
| Manual C–f3 |              |       |
| 1.          | Gedeckt      | 8′    |
| 2.          | Dulcian      | 8′    |
| 3.          | Gamba        | 8′    |
| 4.          | Principal    | 4′    |
| 5.          | Traversflöte | 4′    |
| 6.          | Mixtur III   | 2 ⁄3′ |

| Pedal C–f0 |          |     |
| 7.         | Subbaß   | 16′ |
| 8.         | Octavbaß | 08′ |

## Würdigung
Die Marienkirche von Frauenornau ist der bedeutendste im Rokokostil ausgestattete Sakralbau auf dem Gebiet des Pfarrverbandes Obertaufkirchen, in dem die Pfarreien Obertaufkirchen, Schwindegg und Oberornau zusammengeschlossen sind.